# Volkmar Miszalok
Volkmar Miszalok (* 26. November 1944; † 15. November 2012) war ein deutscher Mediziner und Informatiker.

## Leben
Volkmar Miszalok wurde 1974 an der Universität Stuttgart im Fachbereich Orts-, Regional- u. Landesplanung zum Dr. Ing. promoviert. Anschließend studierte er Medizin und erwarb neben der Approbation als Arzt 1981 an der Freien Universität Berlin auch den medizinischen Doktorgrad. Während seines Studiums wurde er 1975 Mitglied der Alten Königsberger Burschenschaft Alemannia in Kiel.
Als interdisziplinär aufgestellter Fachmann für Bildentstehungs- und Bildverarbeitungsprobleme wurde Miszalok Professor für Medizinische Informatik am Fachbereich Informatik und Medien der Beuth-Hochschule für Technik Berlin.
Neben seiner Lehrtätigkeit war er Geschäftsführer der Berliner Firma Vision Bildanalyse GmbH, die sich ebenfalls mit der Bildverarbeitung beschäftigte.

## Veröffentlichungen (Auswahl)
- Die Verwendung von Bildschirmrechnern als Planungshilfsmittel im Städtebau (Diss.), Stuttgart 1974
- Die Erholungsfähigkeit der Netzhaut nach totaler Ischämie (Diss.), Berlin 1981
- Medtech '89: Medical Imaging : 6-8 November, 1989, Berlin 1990, ISBN 0819404187